# Mats Wedin (pianist)
Mats Gustaf Ewald Wedin, född 13 januari 1951 i Trollhättans församling, Älvsborgs län, var VD och koncernchef för nöjesparken Liseberg i Göteborg mellan 1994 och 1 februari 2011. Han efterträddes då av danske Andreas Andersen.
På 1970-talet ingick Wedin som pianist i spexgruppen "Utan lots". Där medverkade även hans hustru Kerstin Granlund, känd från humorgruppen Galenskaparna.